# Municipio de Mosher
El municipio de Mosher (en inglés: Mosher Township) es un municipio ubicado en el condado de Mellette en el estado estadounidense de Dakota del Sur. En el año 2010 tenía una población de 24 habitantes y una densidad poblacional de 0,26 personas por km².

## Geografía
El municipio de Mosher se encuentra ubicado en las coordenadas 43°26′13″N 100°16′9″O / 43.43694, -100.26917. Según la Oficina del Censo de los Estados Unidos, el municipio tiene una superficie total de 93.53 km², de la cual 93,06 km² corresponden a tierra firme y (0,5 %) 0,47 km² es agua.

## Demografía
Según el censo de 2010, había 24 personas residiendo en el municipio de Mosher. La densidad de población era de 0,26 hab./km². De los 24 habitantes, el municipio de Mosher estaba compuesto por el 75 % blancos, el 25 % eran amerindios. Del total de la población el 0 % eran hispanos o latinos de cualquier raza.